# 岡哲平
岡 哲平（おか てっぺい、2001年9月6日 - ）は、東京都世田谷区出身のプロサッカー選手。Jリーグ・FC東京所属。ポジションはディフェンダー（DF）。

## 来歴
小学生の頃からFC東京のアカデミーに所属していた。U-18チーム在籍中の2019年3月22日、2種登録選手としてトップチームに登録された。翌23日、FC東京U-23の選手としてJ3リーグの藤枝MYFC戦に出場し、Jリーグデビューを果たした。
高校卒業後はトップチームに昇格せず、明治大学に進学。関東大学サッカーリーグに2度の優勝に貢献し、ベストイレブンも2度獲得した。
2023年6月19日、2024年シーズンからのFC東京加入内定が発表された。

## 所属クラブ
- 2011年 - 2013年 バディ世田谷SC

（FC東京サッカースクール 深川アドバンスクラス）
- 2014年 - 2016年 FC東京U-15深川
- 2017年 - 2019年 FC東京U-18
  - 2019年3月 - 同年12月  FC東京（2種登録選手）[1]
- 2020年 - 2023年 明治大学体育会サッカー部
- 2024年 -  FC東京

## 個人成績
| 国内大会個人成績 | 国内大会個人成績 | 国内大会個人成績 | 国内大会個人成績 | 国内大会個人成績 | 国内大会個人成績 | 国内大会個人成績 | 国内大会個人成績 | 国内大会個人成績 | 国内大会個人成績 | 国内大会個人成績 | 国内大会個人成績 |
| 年度             | クラブ           | 背番号           | リーグ           | リーグ戦         | リーグ戦         | リーグ杯         | リーグ杯         | オープン杯       | オープン杯       | 期間通算         | 期間通算         |
| 年度             | クラブ           | 背番号           | リーグ           | 出場             | 得点             | 出場             | 得点             | 出場             | 得点             | 出場             | 得点             |
| 日本             | 日本             | 日本             | 日本             | リーグ戦         | リーグ戦         | リーグ杯         | リーグ杯         | 天皇杯           | 天皇杯           | 期間通算         | 期間通算         |
| ---------------- | ---------------- | ---------------- | ---------------- | ---------------- | ---------------- | ---------------- | ---------------- | ---------------- | ---------------- | ---------------- | ---------------- |
| 2019             | F東23            | 47               | J3               | 18               | 0                | -                | -                | -                | -                | 18               | 0                |
| 2024             | FC東京           | 30               | J1               | 19               | 2                | 3                | 0                | 2                | 0                | 24               | 2                |
| 2025             | FC東京           | 30               | J1               |                  |                  |                  |                  |                  |                  |                  |                  |
| 通算             | 日本             | 日本             | J1               | 19               | 2                | 3                | 0                | 2                | 0                | 24               | 2                |
| 通算             | 日本             | 日本             | J3               | 18               | 0                | -                | -                | 0                | 0                | 18               | 0                |
| 総通算           | 総通算           | 総通算           | 総通算           | 37               | 2                | 3                | 0                | 2                | 0                | 42               | 2                |

- 2019年は2種登録選手
- Jリーグ初出場 - 2019年3月23日 J3第3節 藤枝MYFC戦（味の素フィールド西が丘）
- Jリーグ初得点 - 2024年7月6日 J1第22節 柏レイソル戦（三協フロンテア柏スタジアム）

## 代表歴
- U-22日本代表

## タイトル

### クラブ
FC東京U-18
- 高円宮杯プリンスリーグ関東 (2019年)

明治大学
- 関東大学サッカーリーグ1部(2020年)(2022年)
- 全日本大学サッカー選手権大会(2023年)

### 個人
- 関東大学サッカーリーグ1部ベストイレブン（2022年)[2](2023年)[3]